# Pseudoscaphirhynchus
Pseudoscaphirhynchus är ett släkte av fiskar som ingår i familjen störar.
Arter enligt Catalogue of Life och Fishbase:
- Pseudoscaphirhynchus fedtschenkoi
- Pseudoscaphirhynchus hermanni
- Pseudoscaphirhynchus kaufmanni